# Miguel Silva Gouveia
Miguel Silva Gouveia é um engenheiro eletrotécnico e político português. Foi presidente da Câmara Municipal do Funchal entre junho de 2019 e outubro de 2021.

## Biografia
Licenciou-se em Engenharia Eletrotécnica e de Computadores pelo Instituto Superior Técnico da Universidade Técnica de Lisboa e fez uma pós-graduação em Gestão de Empresas. Trabalhou na Empresa de Eletricidade da Madeira.
Em 2013, foi o 10.° candidato à Câmara Municipal do Funchal pela lista da coligação Mudança, não tendo sido eleito. No entanto, subiu a vereador em maio do ano seguinte, sendo-lhe atribuídos os pelouros das Infraestruturas e Equipamentos, Atendimento e Modernização Administrativa e Finanças.
Nas autárquicas de 2017, desta feita pela lista da coligação Confiança, foi eleito vice-presidente daquela Câmara Municipal e manteve os mesmos pelouros. 
Após Paulo Cafôfo, o então presidente, ter renunciado ao mandato para se candidatar à Assembleia Legislativa da Madeira na lista do Partido Socialista, Miguel Gouveia ascendeu a presidente do executivo camarário. Exerceu os pelouros da Proteção Civil, Bombeiros, Finanças, Património Móvel, Contratação Pública, Modernização Administrativa e Qualidade e Economia.
Foi candidato à presidência da Câmara Municipal do Funchal em 2021, tendo perdido as eleições para o candidato da Coligação PPD/PSD.CDS-PP - Funchal Sempre à Frente, Pedro Calado. Assumiu o mandato de vereador da Câmara Municipal do Funchal.